# 李肇 (唐朝)
李肇（?—?），唐代趙州贊皇（今河北贊皇）人。
一說是李華之子。早年為監察御史。元和十三年（818年），升遷為翰林學士，元和十四年（819年）遷升為右補闕，元和十五年（820年）司勳員外郎。長慶元年（821年）正月出守本官，是年十二月被貶為澧州刺史。大和初年，官至中書舍人，因柏耆事件，貶官將作少監。熟悉掌故，留心藝文。著有《唐國史補》三卷、《翰林志》等。